# Naomoto Hikaru
Naomoto Hikaru (猶本 光, sinh ngày 3 tháng 3 năm 1994) là một cầu thủ bóng đá nữ người Nhật Bản.

## Đội tuyển bóng đá nữ quốc gia Nhật Bản
Naomoto Hikaru thi đấu cho đội tuyển bóng đá nữ quốc gia Nhật Bản.

## Thống kê sự nghiệp
| Nhật Bản  | Nhật Bản | Nhật Bản |
| Năm       | Trận     | Bàn      |
| --------- | -------- | -------- |
| 2014      | 6        | 0        |
| 2015      | 2        | 0        |
| 2016      | 0        | 0        |
| 2017      | 7        | 0        |
| Tổng cộng | 15       | 0        |